# (7493) Hirzo
(7493) Hirzo est un astéroïde de la ceinture principale.

## Description
(7493) Hirzo est un astéroïde de la ceinture principale. Il fut découvert le 24 octobre 1995 à l'Observatoire Kleť par Jana Tichá. Il présente une orbite caractérisée par un demi-grand axe de 2,60 UA, une excentricité de 0,11 et une inclinaison de 5,4° par rapport à l'écliptique.

## Compléments